# Lucanus (djur)
Lucanus är ett släkte av skalbaggar som beskrevs av Giovanni Antonio Scopoli 1763. Lucanus ingår i familjen ekoxbaggar.

## Bildgalleri

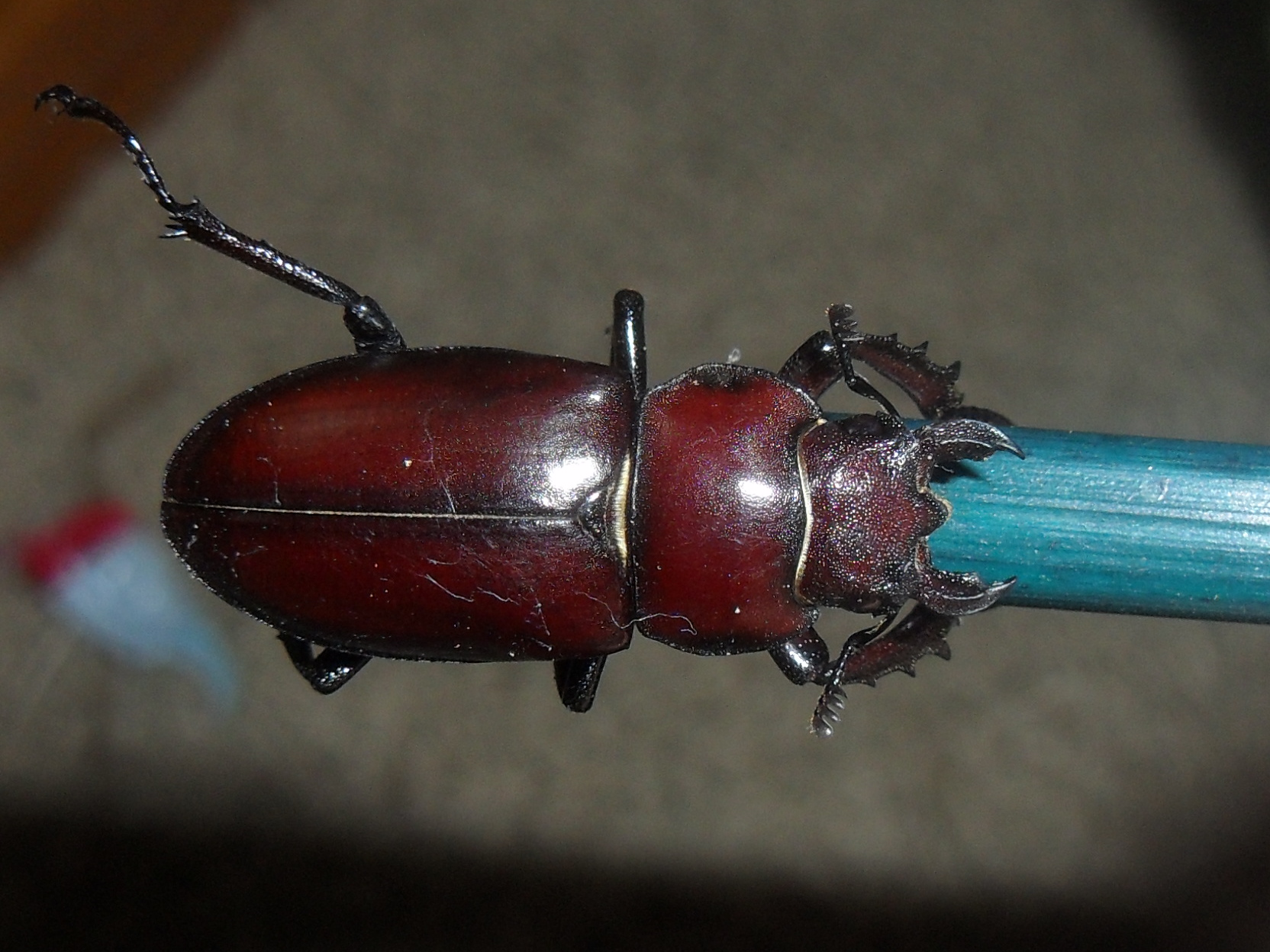
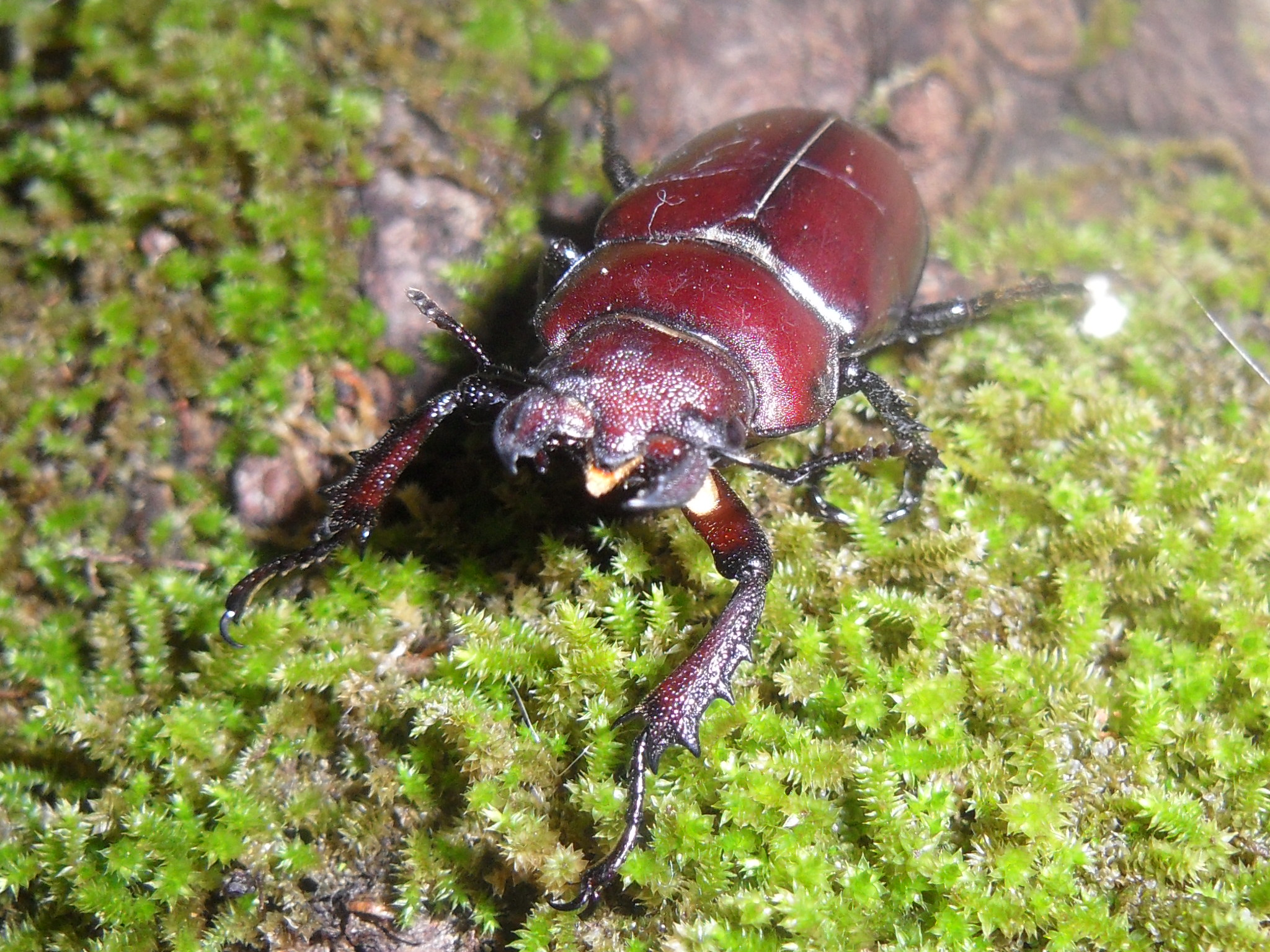
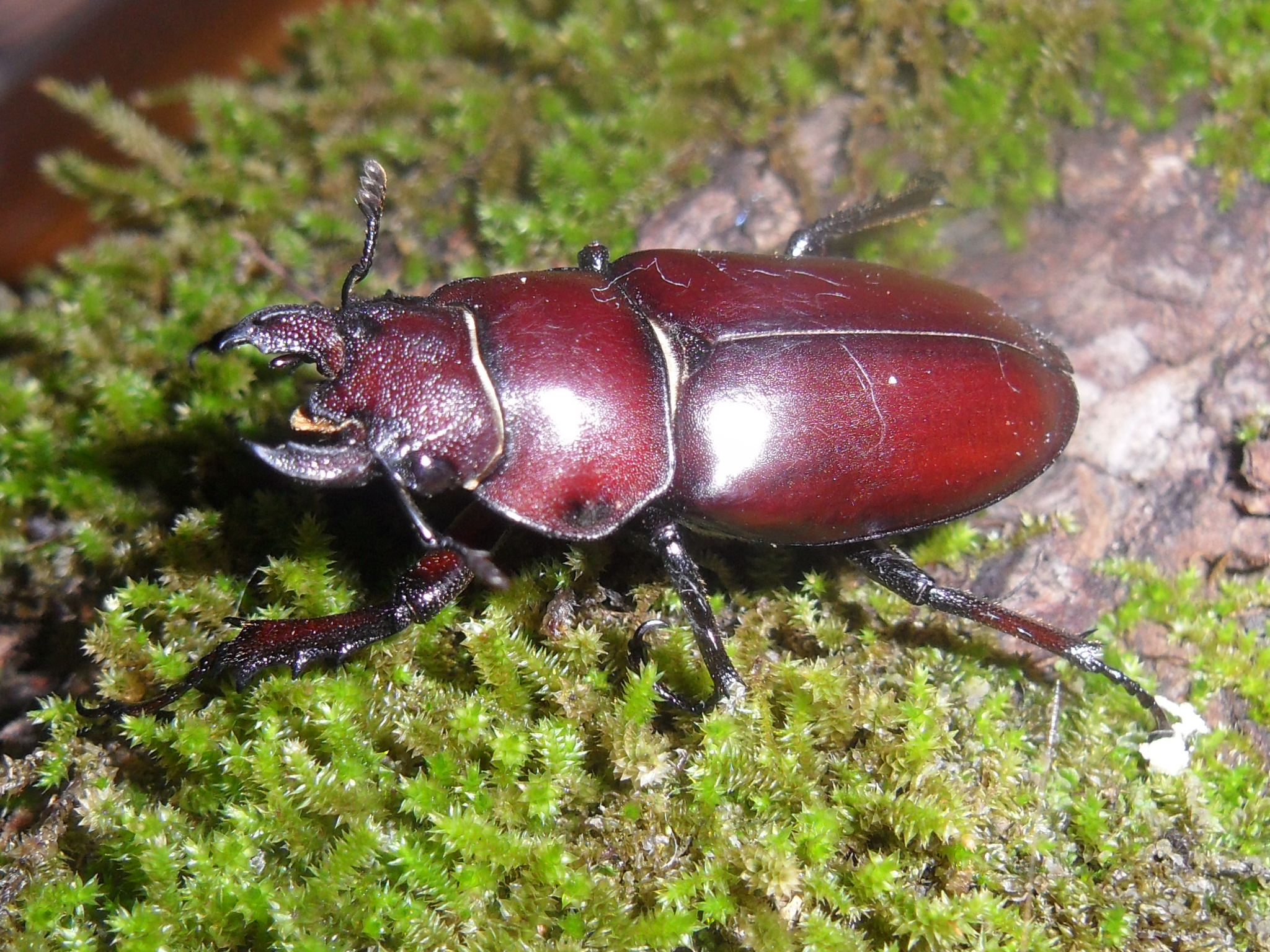
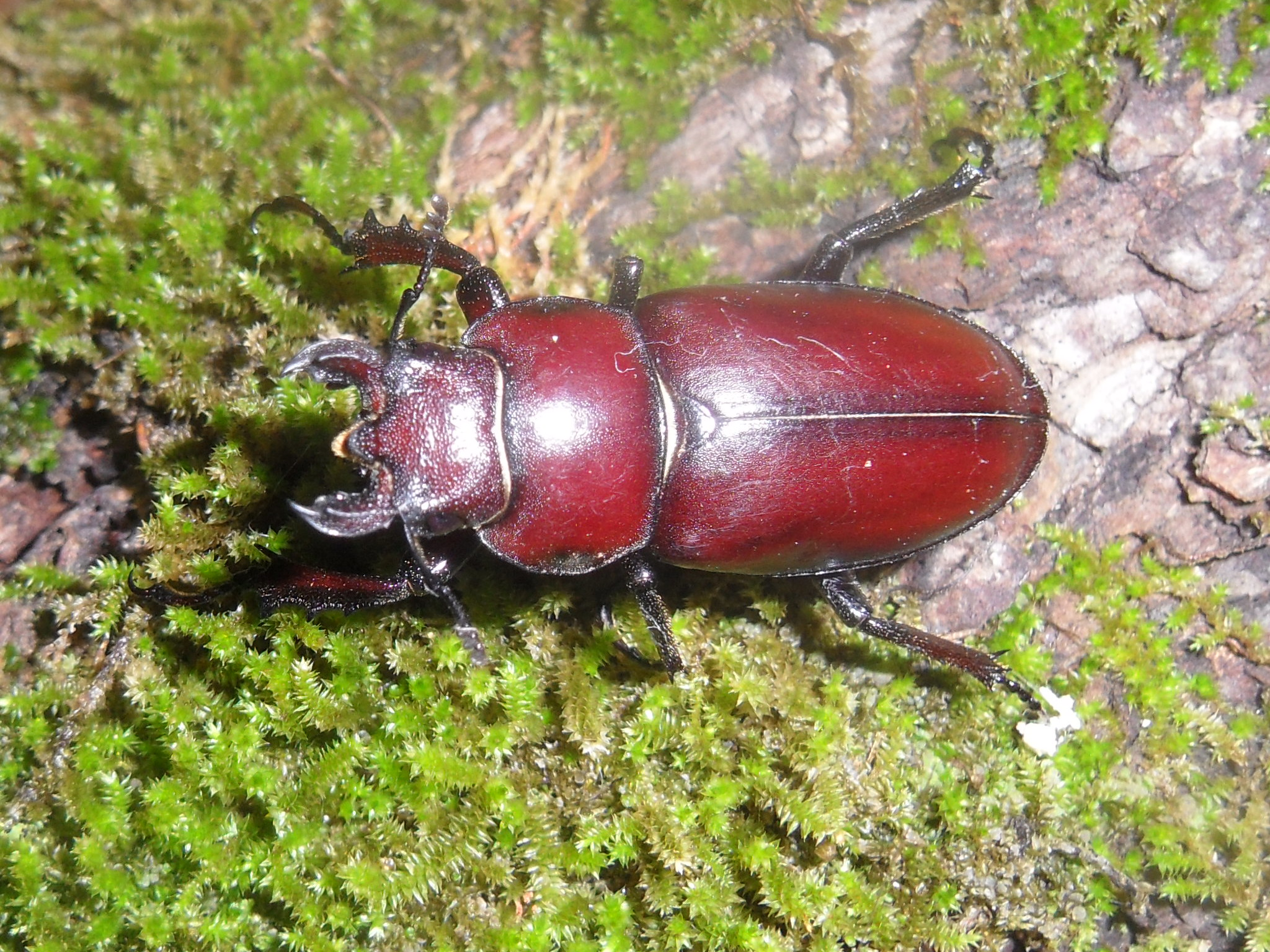
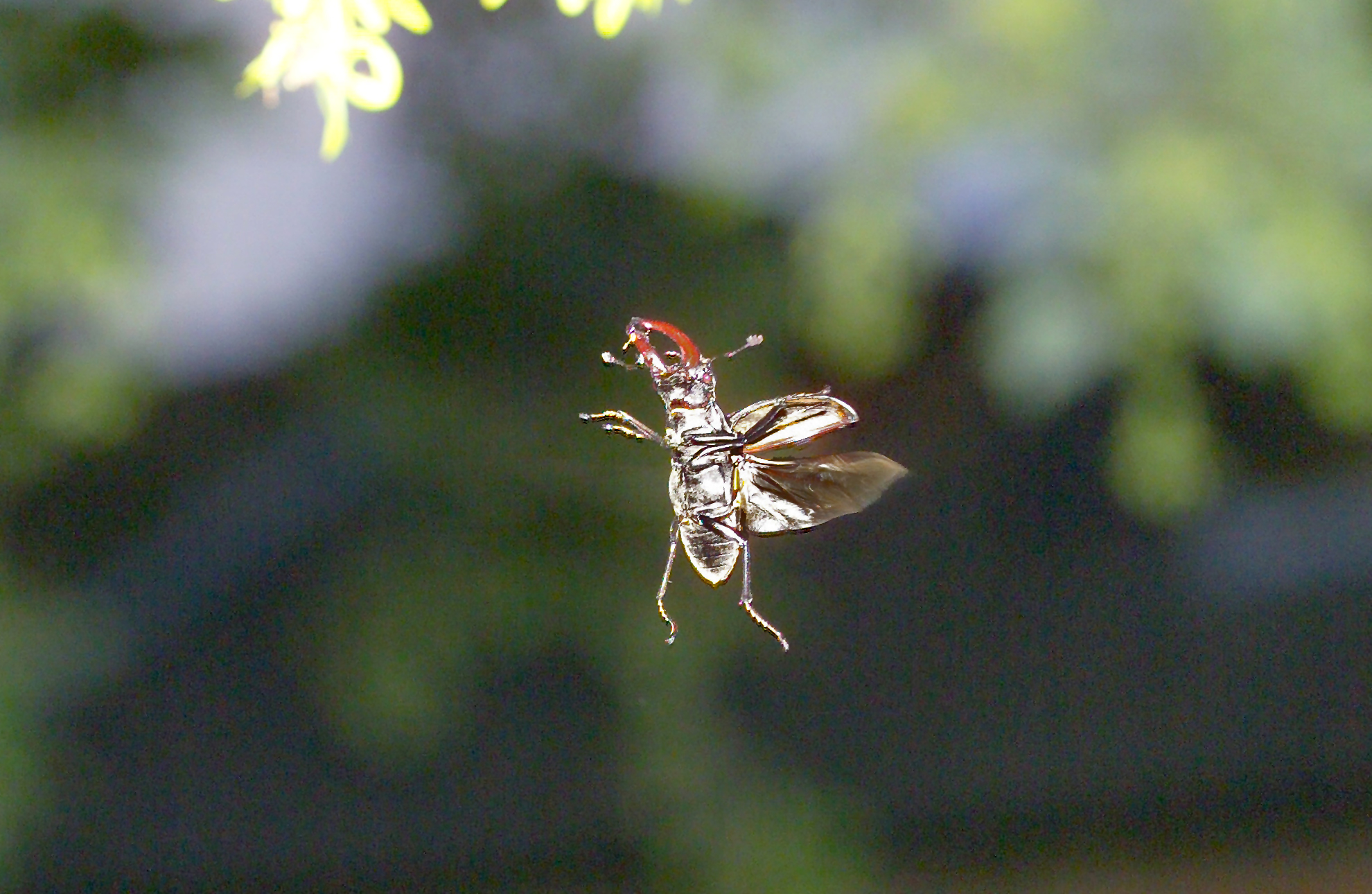
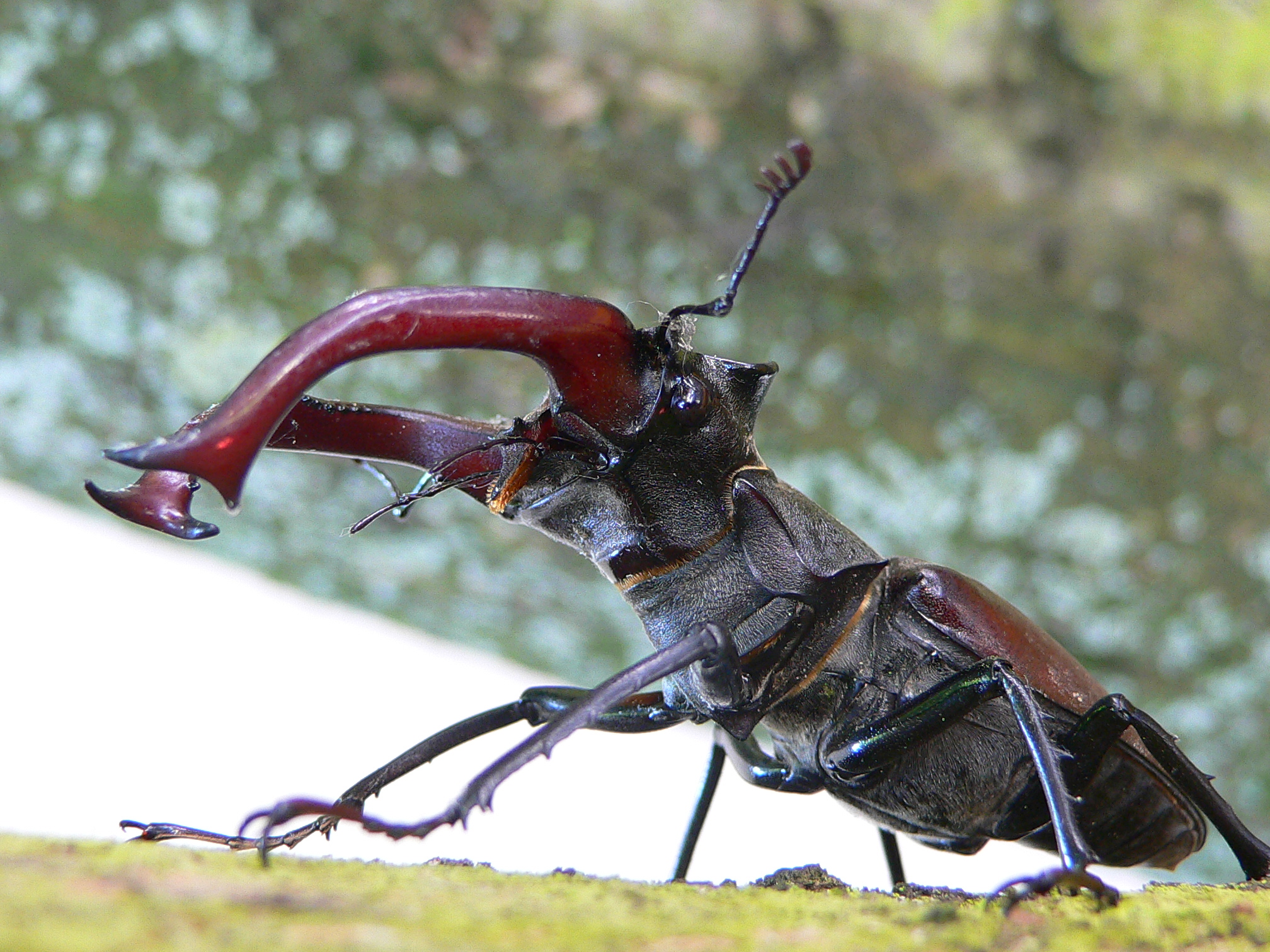